# Игра в кино (МИР)
Игра в кино российская телепередача которая показывается с 2017 года на телеканале Мир. Ведущий телепередачи Сергей Белоголовцев.

## Правила игры
В игре всего 4 раунда и за правильные ответы они получают деньги и после четвёртого раунда тот игрок у которого денег мало покидает игру.

### Первый раунд
В первом раунде игрокам предлагается блок коротких вопросов. За правильный ответ начисляется 1 000 рублей. По окончании раунда игроку, ответившему правильно на последний вопрос, выпадает бонус «Зигзаг удачи»: на экране появляются стерео-очки с синей и зелёной линзами, одна из которых прибавляет на счёт игрока 3 000 рублей, другая, наоборот, отнимает. Если игрок угадает, какая линза прибавляет 3 000 рублей, он должен будет забрать эти деньги у кого-то из соперников. В противном случае ему придётся их отдать из своего кошелька.

### Второй раунд
Игрокам на экране показывается отрывок из фильма, название которого они и должны угадать. За быстрый и правильный ответ можно получить 2 000 рублей, но за каждые 10 секунд раздумья отнимается по 500 рублей. По окончании раунда игроку, ответившему правильно на последний вопрос, выпадает бонус «Зигзаг удачи». Правила аналогичны, но в этом раунде есть возможность заработать или потерять 5 000 рублей.

### Третий раунд (А что будет дальше?)
Игрокам, как и во втором раунде, транслируется фрагмент из фильма, который в каком-то месте будет остановлен, затем дают варианты ответа. Игрок должен отгадать продолжение действия в отрывке. За правильный ответ начисляется 2 000 рублей. Если игрок ошибётся, ответ второму игроку будет стоить уже 1 500 рублей, а если и второй игрок ошибся, за ответ третьему игроку добавляется всего 1 000 рублей. По окончании раунда игроку, ответившему правильно на последний вопрос, выпадает бонус «Пан или пропал». Здесь участнику нужно правильно ответить на вопрос и получить за правильный ответ 5 000 рублей.

### Четвёртый раунд
За правильный ответ игрокам начисляется 4 000 рублей.

#### Скрытый элемент
Игрокам демонстрируется стоп-кадр из фильма. Логотип программы закрывает некий объект. Игрокам нужно угадать, что скрывается под логотипом.

#### Очки 1D
Игроки должны надеть тёмные очки и угадать фильм по звуку, потому что у них будет работать только одно чувство — слух.

#### Тёмная половина
Игрокам демонстрируется стоп-кадр из фильма, который наполовину закрыт логотипом программы. Игрокам нужно угадать, кто или что скрывается под логотипом.

#### Кинопазл
Игрокам демонстрируется закрытый логотипом программы стоп-кадр из фильма. Ведущий будет постепенно убирать кусочки-«пазлы» из кадра. Игрокам нужно угадать название фильма.

#### Маска, я вас знаю!
Игрокам демонстрируется стоп-кадр из фильма. Логотип программы закрывает лица актёров, снимавшихся в этом фильме. Игрокам нужно угадать название фильма.

#### Тяп-ляп, киноляп!
Игрокам транслируется фрагмент из фильма, в котором присутствует неточность. Игрокам нужно будет ответить, что за киноляп фигурировался в фильме.

### Финал
В последнем раунде сражаются два игрока. Финалистам на экране демонстрируется ролик, состоящий из фрагментов 16 фильмов. После этого игроки по очереди называют те фильмы, фрагменты которых видели. Проиграет тот, кто не справится с заданием. У победителя есть небольшой бонус: он может пропустить ход, если не знает название фильма, передать ход сопернику (дать название фильма), но это можно сделать только один раз за раунд. Победитель получает весь выигрыш, заработанный игроками за всю игру.

#### супер финал
Супер финал появляется тогда когда финалисты назвали все 16 фильмов и в нём вопрос на который ответ число если кто-то из игроков назовёт ближайшее к этому числу тот и победитель